# 円周率の歴史
本記事では、数学定数のひとつである円周率の歴史（えんしゅうりつのれきし）について詳述する。
円周率 π は無理数であるため、小数部分は循環せず無限に続く。さらに、円周率 π は超越数でもあるため、その連分数表示は循環しない。その近似値は何千年にも亘り世界中で計算されてきた。

## 凡例
- [学]：数学的事実に関する発見・論争等
- [法]：計算法の考案・改良等
- [値]：計算・値の使用
- [値]（桁数）：計算・値の使用（小数点以下の桁数の記録）
- [文]：文化・社会

## 年表

### 級数の発見前　— 13世紀まで —
紀元前2000年頃
[値] (2) 1936年にスーサで発見された粘土板などから、古代バビロニアでは、正六角形の周と円周を比べ、円周率の近似値として 3 や 3+1/7 = 22/7, 3+1/8 などが使われたと考えられている。
紀元前1650年頃
[学][値] 既に、古代エジプトでは、円周と直径の比の値と、円の面積と半径の平方の比の値が等しいことは知られていた。神官アハメスが書き残したリンド・パピルスには、円積問題の古典的な解法の一つが記されており、円の直径からその 1/9 を引いた長さを一辺とする正方形の面積と、元の円の面積が等しいとしている。これは、円周率を近似的に256/81とみなすことに相当し、それなりに精度の高い近似値であったが普及はしなかった。リンド・パピルスはアハメスによって写されたものであり、内容自体はさらに紀元前1800年頃にまで遡ると考えられている。
紀元前5世紀頃
[学] アナクサゴラスが、アポロンへの不敬罪で投獄されている間に、円積問題に取り組んだ。
[法] ヘラクレアのアンティフォンは、円に内接する正多角形の面積を求めることにより円周率を計算する方法を編み出した。アンティフォンは、それぞれの正多角形から正方形が作図できることから、円積問題が解決できると主張した。
[値] すぐに、同じヘラクレアのブリソンが、外接する正多角形の面積を求めて内側と外側の両方から円の面積を評価し近似値を得た。
紀元前3世紀
[法][値] アルキメデスは、円の面積が円周率と半径の平方の積に等しいことを証明した。さらに、3の平方根の最良近似分数 265/153 および 1351/780 (265/153 < √3 < 1351/780) を利用して、円に外接および内接する正六角形、正十二角形、正二十四角形、正四十八角形、正九十六角形の辺の長さの上界および下界をそれぞれ計算することにより 3 + 10/71 < π < 3 + 1/7 を求めた。小数だと 3.14084 < π < 3.14286 である。
1世紀
[値] ローマ帝国の著名な建築家ウィトルウィウスは、25/8 を使った。素数の7よりも、2の3乗である 8 で割ったほうが建築には便利だったためである。小数だと 3.125 である。
2世紀
[値] 天文学者プトレマイオスは 377/120 を使った。小数だと約3.1417 である。
[値] 後漢の太史令だった張衡は、円に外接する正方形の周と円周を比べ、円周率を √10 とした。約3.162 になる。
3世紀
[値] 呉の王蕃は 142/45 を用いた。約3.1555 である。
263年
[値] (3) 魏の劉徽は『九章算術』の注釈の中で、ブリソンと同様の方法を用い 3.14 + 64/62500 < π < 3.14 + 169/62500 であることを示している（これは後に徽率として知られるようになった）。小数では 3.14102 4 < π < 3.14270 4 である。さらに正3072角形を用いて、3.14159 という近似値も得た。なお小数は紀元前の中国で発明され、欧州に伝播したのは16世紀である。よって中国以外では分数によるのみであり、小数での記載はずっと後のことである。
5世紀
[値] (6) 7世紀に編纂された隋書律暦志によると、天文学者の祖沖之は、当時としては非常に正確な評価 3.14159 26 < π < 3.14159 27 を示した。以後1000年、これ以上正確な計算はなされず、ヨーロッパでこれほど正確な評価を得るには16世紀まで待たねばならない。さらに、分数での近似値 22/7（3.142857…）と 355/113（約3.14159 29）を与えている。正確な方法は伝わっていないが、九章算術の方法を踏襲したと推測すると、上記の結果を得るには少なくとも円に内接する正24576角形の辺の長さを計算しなければならない（ただし、355/113については置閏法において用いた近似法から算出したと考えられている）。隋書では現代と同じ「圓周率」という語が用いられている。祖沖之の息子の祖暅（そこう）は、父とともに球の体積の計算方法を導き出したことで知られる。
500年頃
[値] インドのアリヤバータは、円に内接する正 n 角形と正 2n 角形の周の長さの間に成り立つ関係式を求め、正384角形の周の長さから √9.8684 (≒ 3.14156) と求めた。この平方根の近似値として 3927/1250 (= 3.1416) を与えた。
650年頃
[値] インドのブラーマグプタは、正12角形、正24角形、正48角形、正96角形の周の長さから、n が大きくなるにつれ正 3 × 2n 角形の周の長さは √10 に近づくとし、これを円周率とした。
1220年

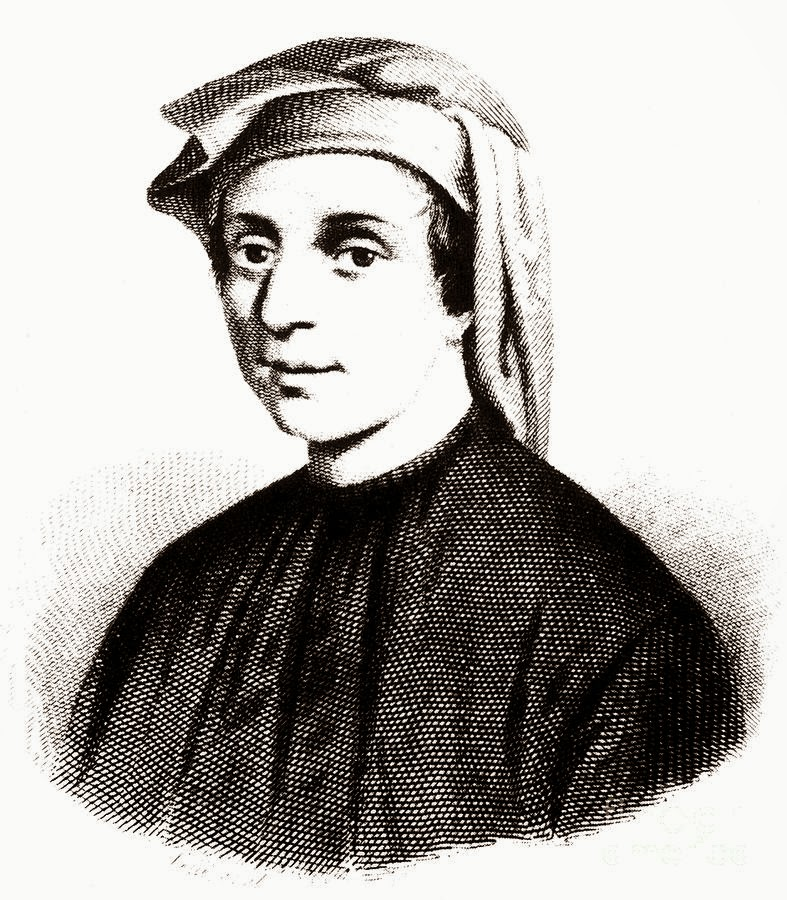
レオナルド・フィボナッチ（ピサのレオナルド）

[値] イタリアのレオナルド・フィボナッチ（ピサのレオナルド）が円周率を 864/275 と計算した。これは、約3.1418 である。

### 幾何から解析へ　— 14世紀から20世紀前半 —
「円に内接・外接する多角形に基づく近似」なる幾何学的な考察から「級数を利用した近似」なる解析的な考察への移行は、インドでは1400年頃から1500年代に、ヨーロッパでは1600年代に、日本では1700年代に起きた。
14世紀
1400年頃
インド南西部（現在のケーララ州）では天文学・数学が花開き、当時の世界最先端の研究が行われた。ケーララ学派と総称される学者たちは、三角関数・逆三角関数（正弦、余弦、逆正接）のマクローリン展開を天文計算に利用した。これらの級数はニーラカンタの時代には既に知られており、ニーラカンタの発見とされることがある。しかし、ニーラカンタの天文学書『アールヤバティーヤ・バーシャ』によると、正弦のマクローリン級数の展開式は彼より前の時代の学者の業績であるという。その学者とは、サンガマグラーマ（現：イリンジャラクダ）のマーダヴァである。以下の式も、マーダヴァの発見とされることが多い：
{\displaystyle x=\tan x-{\frac {\tan ^{3}x}{3}}+{\frac {\tan ^{5}x}{5}}-{\frac {\tan ^{7}x}{7}}+\cdots }
この級数展開は、以下と同等である。
{\displaystyle \arctan x=x-{\frac {x^{3}}{3}}+{\frac {x^{5}}{5}}-{\frac {x^{7}}{7}}+\cdots }
この級数は、しばらくしてヨーロッパでもジェームズ・グレゴリーとゴットフリート・ライプニッツにより再発見され、一般的にはグレゴリー級数、もしくはライプニッツ級数などと呼ばれる。
[値] (10?) 一説によると、マーダヴァは上式から直ちに得られる等式、
{\displaystyle \pi ={\sqrt {12}}\,{\biggl (}1-{\frac {1}{3\cdot 3^{1}}}+{\frac {1}{5\cdot 3^{2}}}-{\frac {1}{7\cdot 3^{3}}}+\cdots {\biggr )}}
の21項を計算し、π ≈ 3.14159 26535 9 を得たという。これは小数点以下10桁目まで正しい（12桁目を四捨五入した11桁の近似値としては全11桁が正しいが、11桁目「8」は未確定）。別の資料によると、彼の近似値は π ≈ 2,827,433,388,233/900,000,000,000 で、これは π ≈ 3.14159 26535 92222… に当たる。マーダヴァが円周率10桁を得たとすると、祖沖之の7桁以来、約1000年ぶりの世界記録更新である。
上記の級数を30項目まで使えば円周率の15桁が決定でき、42項目まで使えば20桁が決定できる。この他にもケーララ学派は円周率の評価に利用できるいくつもの結果を得ていて、その気になれば比較的簡単に円周率の桁数を伸ばせる立場にあった。実際、R. Gupta は、マーダヴァが約17桁まで計算したと予想している。しかし、記録は見つかっておらず、現時点では想像の域を出ない。
[法] ケーララ学派による円周率の近似は級数に基づくもので、剰余項も考察している。他地域ではこの200年後（ニーラカンタから数えても100年後）にまだ正多角形の外周に基づく計算をしていることを考えると、極めて先進的だった。円周率の計算法として新しいというだけでなく、無限や極限を扱う新しい数学への大きな一歩だった。
15世紀
1424年
[値] (16) ペルシャの天文学者・数学者ジャムシード・カーシャーニー（アラビア語名: アル＝カーシー）は、当時使われていた円周率の近似値の不正確さに不満を抱き、天文計算に必要十分な精度で円周と半径の比を決定したいと考えた。1424年の『円周論』において、彼はアルキメデスの方法を拡張して正805,306,368 (= 3 × 228) 角形を用いる計算を行い、60進数による次の評価を得た。
{\displaystyle 6;\,16,\,59,\,28,\,1,\,34,\,51,\,46,\,14,\,49,\,46<2\pi <6;\,16,\,59,\,28,\,1,\,34,\,51,\,46,\,14,\,50,\,15}
ここで、6; 16, 59, … は 6 + 16/60 + 59/602 + … を表す（彼は後に計算を再検討して、下界の末尾の桁を 46 から 45 に改めたという）。現代的な表記に直せば:
{\displaystyle 3.14159\,26535\,89793\,23084\ldots <\pi <3.14159\,26535\,89793\,25482\ldots }
彼は近似値 2π = 6; 16, 59, 28, 1, 34, 51, 46, 14, 50 を採用し、10進表示 π = 3.14159 26535 89793 25 も与えた。これは小数点以下16桁目まで正しく、末尾の17桁目も真の値に近い。記録に残る当時最良の円周率の近似値であり、この世界記録は1596年にルドルフ・ファン・コーレンが小数点以下20桁を示すまで172年間、破られなかった。この業績は、西洋では1920年代まで知られていなかった。
1500年頃
[学] ケーララの天文学者ニーラカンタが、円周率の無理性を指摘した。彼の著書『アールヤバティーヤ・バーシャ』には、こうある：「直径が何らかの長さの単位で計測されて、その単位の比として表されるなら、その同じ単位によって円周を同様に計測することはできない。よってまた同様に、円周が何らかの単位で計測可能であるのなら、直径はその同じ単位によっては計測できない。」
ケーララ学派は円周率の級数表示を知っていたため、この認識は自然に生じたのだろう。
[値] (9) ニーラカンタの『タントラ・サングラハ』には、エレガントな分数表示 π ≈ 104348/33215 が含まれる。これは 22/7, 355/113 と同様の最良近似分数（より小さい分子・分母でこれより誤差の少ない近似値は作れない）で、小数点以下9桁目まで正しい。
16世紀
1503年
アルキメデスの『円の計測について』と『放物線の面積について』のラテン語訳が、ベネチアで出版された。
1543年
ニコロ・フォンタナ・タルタリア (Tartaglia) が、アルキメデスの一部の著作のラテン語訳をベネチアで再出版した。
1544年
アルキメデスの著作の原文が、初めてまとめて出版された。出版地はバーゼルで、ラテン語訳付きだった。これによりヨーロッパでは彼の業績が広く知られるようになり、円周率の研究もこれを出発点として本格的に再開された。この時点での西洋の円周率研究は紀元前のアルキメデスの時代からあまり進歩していなかったが、これ以降は急速に発展する。
1579年
[値] (9) フランソワ・ビエタが、円に内接・外接する正393,216角形の周の長さから 3.14159 26535 < π < 3.14159 26537 という評価をした。ビエタはさらに、無限乗積
{\displaystyle x_{1}={\sqrt {\frac {1}{2}}},\quad x_{n+1}={\sqrt {\frac {1+x_{n}}{2}}}}
{\displaystyle {\frac {2}{\pi }}=\prod _{n=1}^{\infty }x_{n}}
を示し π の計算を試みた。
1585年
[値] オランダのアドリアン・アンソニスが 333/106 < π < 377/120 と評価し、両端の平均に近い値として 355/113 を得た。これは、約3.14159 292 である。
1593年
[値] (15) フランドルのアドリアーン・ファン・ローメン（ラテン語名：ローマヌス）が、『数学的観念序説：多角形法』の中で 3.14159 26535 89793 05 < π < 3.14159 26535 89793 15 に当たる評価を与え、π ≈ 3.14159 26535 89793 1 とした。これは小数点以下15桁目まで正しい。アル＝カーシーの世界記録16桁 (1424) にはわずかに及ばなかったが、この時点でヨーロッパ最良の近似値であり、ビエトの結果 (1579) の改良となっている。ただし、円周率の真の値は上記の区間に含まれておらず、厳密な評価ではない。計算は正 15 × 224（＝約2.5億）角形を用いるものだった。彼は21歳年上のファン・コーレンと親交があり、円周率に興味を持ち始めたのは彼の影響らしい。
1596年
[値] (20) ルドルフ・ファン・コーレン（ドイツ語読み：ファン・コイレン）が、『円について』で円周率の小数点以下20桁を決定した。ファン・コーレンはまず、正 5 × 2｛25（= 約2億）角形、正 4 × 228（= 約10億）角形、正 3 × 231（= 約60億）角形を用いて、円周率をそれぞれ12桁、16桁、18桁まで求めた。さらに、正 15 × 231 (= 32,212,254,720) 角形に基づき次の評価を与えた:
{\displaystyle 3.14159\,26535\,89793\,23845<\pi <3.14159\,26535\,89793\,23847}
上界・下界の平均を取って π ≈ 3.14159 26535 89793 23846 とすれば、結果的に全20桁が正しい。しかし、ファン・コーレンの態度は厳格で、上記の結果は19桁のみ有効であると正しく指摘した。最後に彼は π の20桁を示した:
{\displaystyle 3.14159\,26535\,89793\,23846<\pi <3.14159\,26535\,89793\,23847}
この計算は、辺の数をさらに2倍にした正 15 × 232 (= 64,424,509,440) 角形に基づく。ファン・ローメンの15桁の計算 (1593) の改良であり、アル＝カーシーの16桁の記録 (1424) を上回る新しい世界記録の達成だった。
ファン・コーレンはヒルデスハイムで生まれ、ホラント（現：オランダ西部）に移住した。フェンシングと数学の教師だった。高等教育は受けていなかったが、円積問題や円周率を巡る数学上の論争に巻き込まれ、1590年（50歳）頃から円周率に興味を持ち始めたらしい。
17世紀
1610年頃

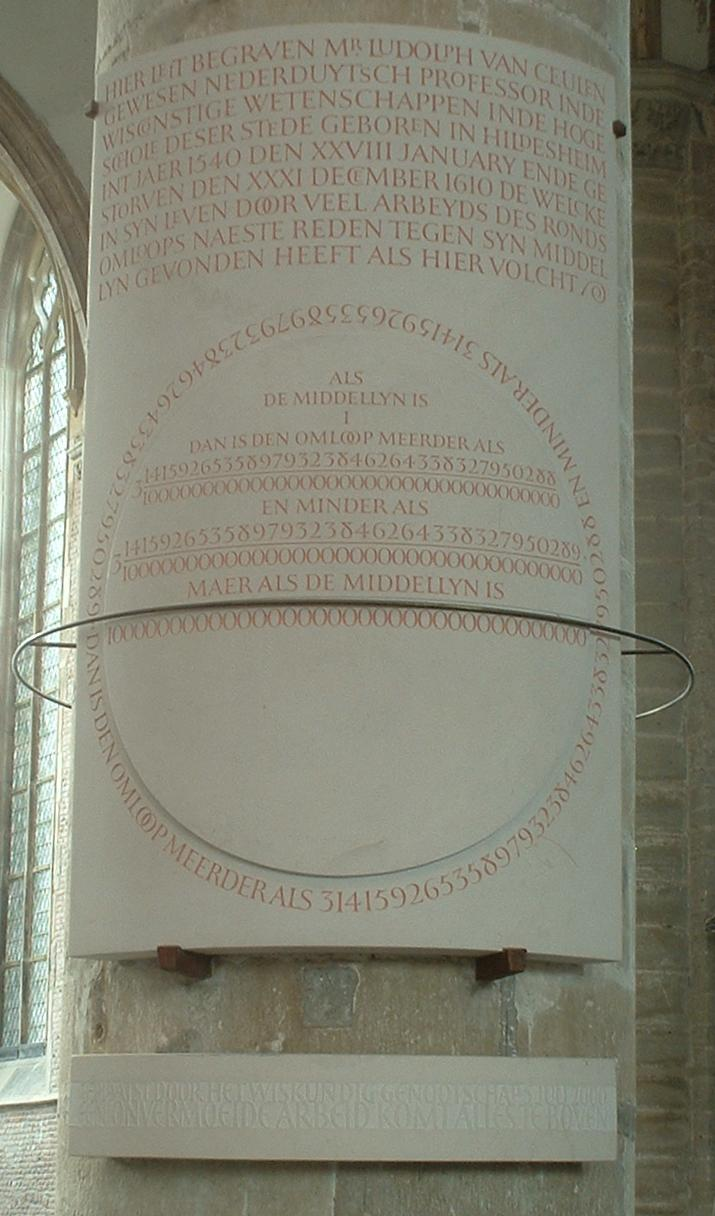
オランダのライデンにあるファン・コーレンの墓（復元後）。彼が得た35桁の上界・下界（末尾桁1違い）が刻まれている。

[値] (35) ファン・コーレンは、1610年に亡くなるまでのいずれかの時点で、正 262（＝約461京1686兆）角形を使って π の35桁目までを正しく評価した。この結果は、1621年、弟子のスネリウスの著書『キュクロメトリクス：円の計測について』で公表されたほか、本人の墓（生前の1602年に購入した記録がある）に刻まれた。墓石は後代に滅失したが、碑文とスケッチは残っており、2000年に復元された。かつてドイツでは、彼の名に因んで円周率をルドルフ数 (Ludolphsche Zahl) と呼んだ。
1621年
[法][値] オランダのヴィレブロルト・スネル（ラテン語名: スネリウス）が、円周の長さの評価式を与える。
{\displaystyle {\frac {3\sin \theta }{2+\cos \theta }}<\theta <{\frac {2\sin \theta +\tan \theta }{3}}}
この式と円に内接・外接する正 6 角形から 3.14022 < π < 3.14160 と評価した。この式の証明はクリスティアーン・ホイヘンスによって与えられ、さらにホイヘンスによって改良された結果、正六角形を用いただけで 3.14159 26533 < π < 3.14159 26538 と評価できるまでになった。
スネリウスはファン・コーレンの弟子だった。彼の方法なら、ファン・コーレンが正 262 角形を使って得た35桁は、230 角形を考えるだけで得られるという。その気になれば、計算記録を更新できる立場だった。しかし、彼は別の分野で活躍しており、すでに35桁あった円周率の有効数字をさらに伸ばすために時間を割くことはしなかった。
1630年
[値] (38) オーストリア出身の天文学者・数学者クリストフ・グリーンベルガーは、スネリウスの手法を用いて円周率の小数点以下39桁目までを計算し、1630年に出版された自著『三角法の基礎』の中で公表した。39桁目は 7 だが、彼はそれを 6 と 9 の間だと正しく評価した。桁数という意味では38桁目まで確定させたことになる。
1655年
[法] イギリスのジョン・ウォリスは無限乗積
{\displaystyle {\frac {\pi }{2}}=\prod _{n=1}^{\infty }{\frac {(2n)^{2}}{(2n-1)(2n+1)}}}
を示した。ビエタの公式と違って根号が無いため計算はしやすいが、収束はとても遅い。
同じくイギリスのブラウンカーが、連分数を用いた公式
{\displaystyle {\frac {4}{\pi }}=1+{\cfrac {1^{2}}{2+{\cfrac {3^{2}}{2+{\cfrac {\cdots }{\cdots +{\cfrac {\left(2n-1\right)^{2}}{2+\cdots }}}}}}}}}
を示した。この公式により π が無理数であることが分かる。
1663年
[値] 村松茂清が『算俎』を著し、円に内接する正 2n 角形 (2 ≤ n ≤ 15) の辺の長さから π ≒ 3.1415 92648 77769 88692 48 とし、小数点以下7桁まで正しい値を求めた。ファン・コーレンなどの計算には遠く及ばないものの、近似値として単に 3.16 という値を示すのみであった『塵劫記』や、中国などを通じて入ってくる算書に頼り切ってきたそれ以前の和算から一歩を踏み出し、日本で初めて数学的な方法で円周率を計算し発表した和算家が村松である。和算において、円周率をはじめとする円に関する研究は「円理」と呼ばれ、一定の発展を見せたが、例えば外接多角形との「はさみうち」によって何桁目まで正しいかを論証する、といったような基本的な数学的発展さえわずかであったのが「和算の限界」であった（円周率#和算における円周率の取り扱い）。
1665年
[学] イギリスの政治哲学者のトマス・ホッブズが円積問題の解を公表し、ウォリスとの間で論争になる。ホッブズは死ぬまで厳密解と近似解の違いを理解できずに論争を続けた。
1671年

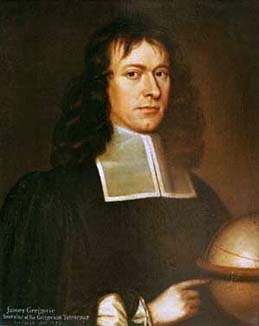
ジェームス・グレゴリー

[法] スコットランドのジェームス・グレゴリーにより、グレゴリー級数
{\displaystyle \arctan x=\sum _{n=0}^{\infty }{\frac {(-1)^{n}}{2n+1}}\,x^{2n+1}=x-{\frac {1}{3}}\,x^{3}+{\frac {1}{5}}\,x^{5}-{\frac {1}{7}}\,x^{7}+\cdots }
が発見される。これとは独立に1674年にゴットフリート・ライプニッツも同じ発見をしており、グレゴリー・ライプニッツ級数とも呼ばれる。ライプニッツは x = 1 を代入し、マーダヴァと同じ級数を得た。
1681年
[値] 暦の作成にあたって円周率の近似値が必要になったため、関孝和が正 131,072 角形を使って小数第 16 位まで算出した。関が最終的に採用した近似値は「3.14159 26535 9微弱」というものだったが、エイトケン補外を用いた途中計算では小数第 16 位まで正確に求めている。西洋でエイトケン補外が再発見されたのは1876年、ハンス・フォン・ネーゲルスバッハ（Hans von Nägelsbach）によってである。
1699年
[値] (72) イギリス人のエイブラハム・シャープがグレゴリー・ライプニッツ級数に {\displaystyle x={\frac {1}{\sqrt {3}}}} を入れ、π を小数第 72 位まで求めた。
18世紀
1706年

マチンの公式。

[法][値] (100) イギリスのジョン・マチンがマチンの公式
{\displaystyle {\frac {\pi }{4}}=4\arctan {\frac {1}{5}}-\arctan {\frac {1}{239}}}
を発見する。さらに、この関係式にグレゴリー・ライプニッツ級数を用いて小数第 100 位までの円周率を求めた。
[文] ウィリアム・ジョーンズが初めて π を円周率の意味で用いた。1748年にレオンハルト・オイラーも同じ記法を用いたことで円周率を π と表記することが広まった。
1719年
[値] (127) フランスのトーマス・ラグニーが、シャープの方法で小数第 127 位まで計算を行う。
1722年
[値] 建部賢弘が『綴術算経』（てつじゅつさんけい）を著し、正 1024 角形を用いて小数第 42 位まで求めた。「累遍増約術」（リチャードソン補外）を適用し、関孝和の計算に比べて遥かに少ない計算で精度を大いに改善している。なお、ルイス・フライ・リチャードソンによる同手法の提案は1910年頃である。
1761年

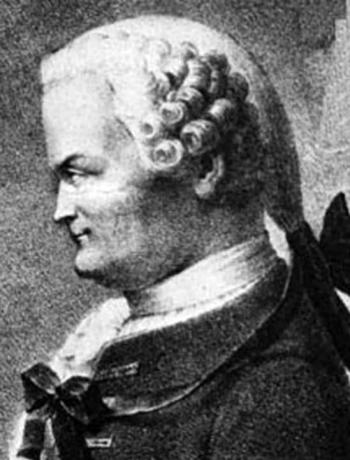
ヨハン・ハインリッヒ・ランベルト

[学] ドイツのヨハン・ハインリッヒ・ランベルトによって π が有理数でないことが証明される。
18世紀中頃
[法] レオンハルト・オイラーによって、多くの π に関する式が発見される。オイラーは
{\displaystyle {\frac {\pi }{4}}=5\arctan {\frac {1}{7}}+2\arctan {\frac {3}{79}}}
を用いて、 たった1時間で円周率を小数第 20 位まで計算した。
1775年
[学] フランスの科学アカデミーが、ギリシアの三大作図問題と永久機関についての論文審査を拒否する決議をした。
1789年
[値] (137) スロベニアの数学者ユーリイ・ヴェガは、マチンの公式を用いて小数第 140 位まで値を求め、小数第 137 位までが正しかった。この記録はその後50年破られることがなかった。
1794年
[学] アドリアン＝マリ・ルジャンドルによって π は有理数の平方根にならないことが証明される。
19世紀
19世紀初期
[法] カール・フリードリヒ・ガウスとアドリアン＝マリ・ルジャンドルが独立に、算術平均（相加平均）と幾何平均（相乗平均）を利用した反復計算アルゴリズムを研究。1970年代に再発見され、現在ではガウス＝ルジャンドルのアルゴリズムと呼ばれる。円周率を計算するものの中では非常に収束が速い。
1850年頃 - 1873年
[値] (527) イギリスのウィリアム・ラザフォードとその弟子のウィリアム・シャンクスがマチンの公式を用いて桁数の記録を塗り替えた。1852年にラザフォードが小数第 441 位、シャンクスが小数第 530 位まで計算し、小数第 441 位までは両者の計算が一致していることでその計算の正しさを確認できた。しかし、arctan 1/5 が小数第 530 位までしか正しくなく、シャンクスの計算で正しかったのは、小数第 527 位までであった。その後、シャンクスは1872年に小数第 707 位まで達したが、この誤りが最後までつきまとった。
1882年
[学] フェルディナント・フォン・リンデマンによって π が代数的数でないことが証明される。これにより π の超越性が証明され、円積問題も否定的に解決された。
1896年
[法] カール・ストーマーは公式
{\displaystyle {\frac {\pi }{4}}=6\arctan {\frac {1}{8}}+2\arctan {\frac {1}{57}}+\arctan {\frac {1}{239}}}
を発見する。
1897年

[文][値] アメリカ合衆国のインディアナ州の下院で、医者のエドウィン・グッドウィンによる円積問題解決方法を盛り込んだ議案246号が満場一致で通過した。グッドウィンの方法から得られる値は π = 3.1604, 3.2, 3.232, 4 であり、このうち 4 については、公式に認められた最も不正確な円周率の値としてギネスブックに記載された。この法案は各審議会を通過していき上院に承認を求める段階にまで達した。しかし世論の批判に遭い、2月12日に上院によって議論の無期限延期が決められ、法案成立目前で却下された。

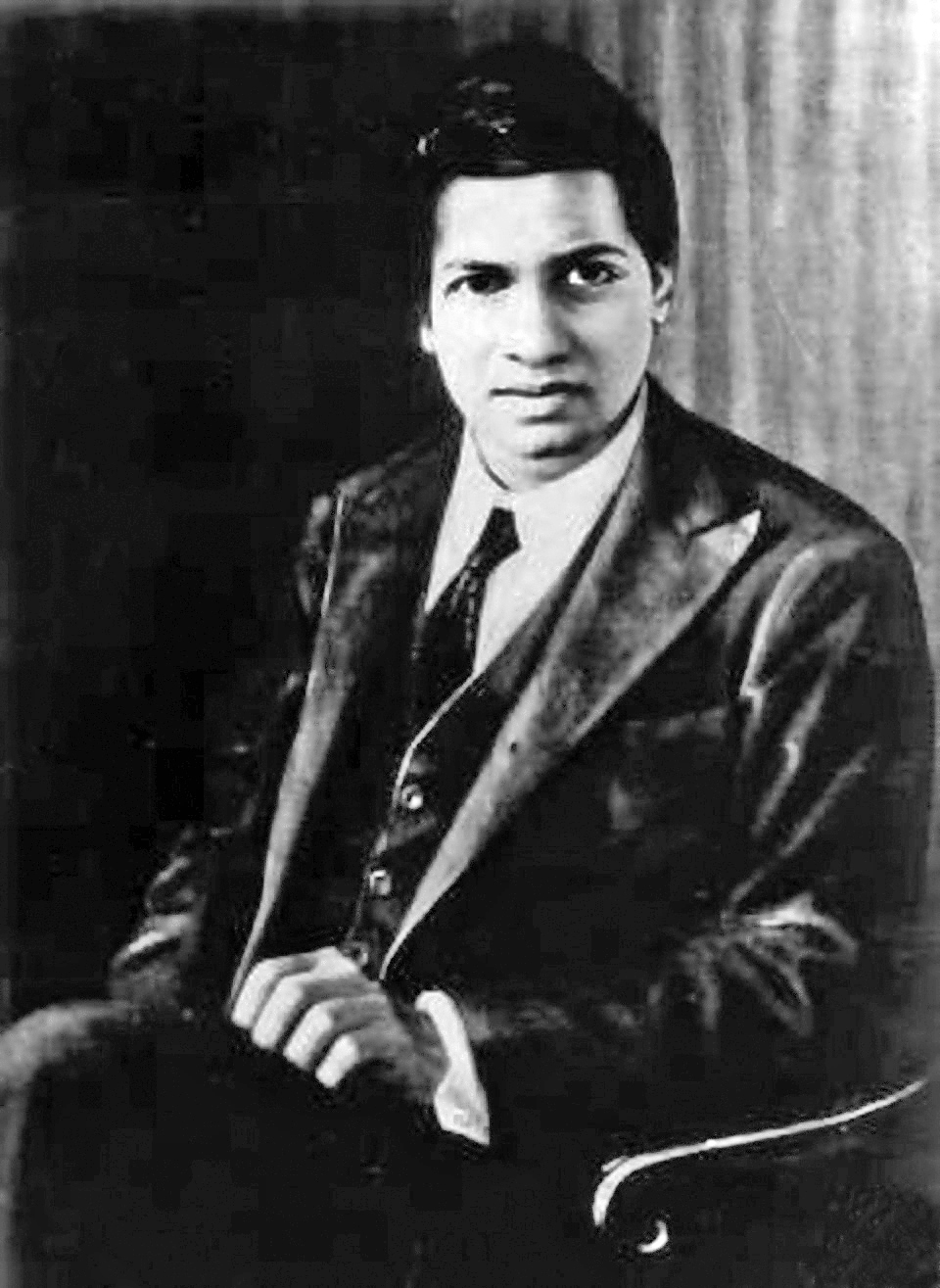
「インドの魔術師」ことシュリニヴァーサ・ラマヌジャンは、円周率の計算の為の多くの革新的な級数を生み出した。

20世紀
1910年
[法] ラマヌジャンによって、級数表示
{\displaystyle {\frac {1}{\pi }}={\frac {2{\sqrt {2}}}{99^{2}}}\sum _{n=0}^{\infty }{\frac {(4n)!}{(n!)^{4}}}{\frac {26390n+1103}{396^{4n}}}}
が発見される。この公式は、ジョナサン & ピーター・ボールウェイン兄弟によって1987年に厳密に証明されるが、1985年にウィリアム・ゴスパーがこの公式を用いて円周率を計算し、その正確さを示している。
1945年
[値] (540) ファーガソン (D.F.Ferguson) が小数第 540 位までを計算し、ウィリアム・シャンクスの誤りを指摘する。シャンクスの計算は約70年間も信用されていた。
このファーガソンの計算までが手計算によるものだった。手計算の時代は誤りが起こることも多かったが、この時代の数学の成果は、現代の計算機による円周率の計算においても非常に重要な役割を果たすことになる。

### 計算機による計算の時代　— 20世紀後半以後 —
1947–1948年
[値] (808) ファーガソンは、卓上計算機を使用して808桁まで求めた。この計算は、レビ・スミスとジョン・レンチによっても検算され、シャンクスの計算が間違いであることが繰り返し確認された。
1949年
[値] (2037) ライトウィーズナーが ENIAC を用いてマチンの公式により 2037桁を 70時間かけて計算した。
1954年
[値] (3092) S・C・ニコルソンとJ・ジーネルが、IBM NORC を用いて3089桁を13分で計算した。
1958年
[値]（1万）フランソワ・ジェニューイが、IBM 704 を用いて 1万桁まで計算した。
1961年
[値]（10万）ジョン・レンチとダニエル・シャンクスが IBM 7090 を用いて 10万桁まで計算した。計算にはストーマーの公式
{\displaystyle {\frac {\pi }{4}}=6\arctan {\frac {1}{8}}+2\arctan {\frac {1}{57}}+\arctan {\frac {1}{239}}}
を使用した。検算にはガウスの公式
{\displaystyle {\frac {\pi }{4}}=12\arctan {\frac {1}{18}}+8\arctan {\frac {1}{57}}-5\arctan {\frac {1}{239}}}
を使用した。
1966年

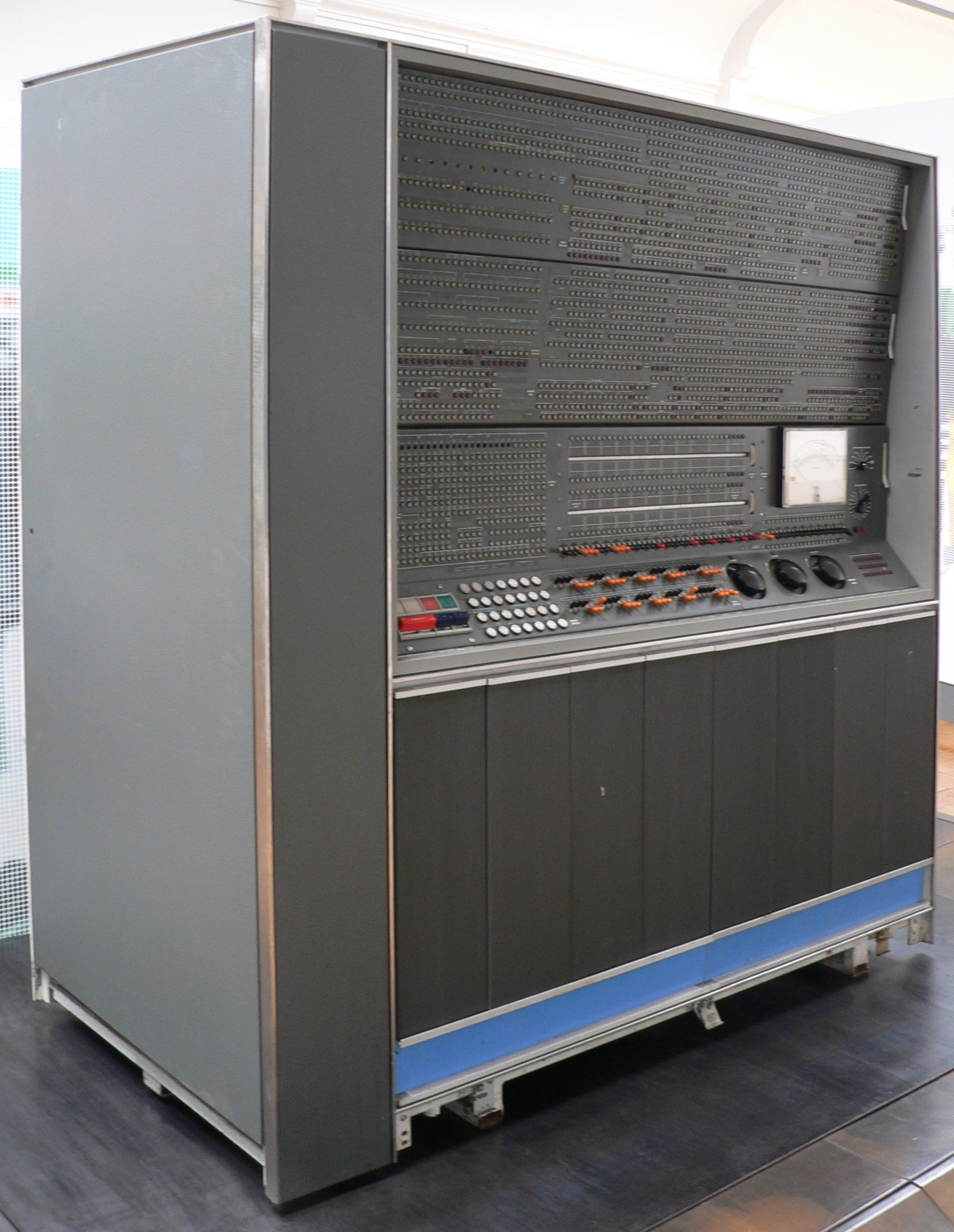
IBM 7030 保守コンソール。Musée des arts et métiers（パリ）所蔵

[値]（25万）パリの原子力エネルギー委員会にある IBM 7030 を用いて25万桁まで計算した。
1967年
[値]（50万）パリの原子力エネルギー委員会にある CDC 6600 を用いて50万桁まで計算した。
1973年
[値]（100万）ジャン・ギューとマルティーヌ・ブイエが CDC 7600 を用いて 100万1250桁まで計算した。
[法] ユージン・サラミンとリチャード・ブレントが独立に、算術幾何平均を用いたアルゴリズムを発見する。現在ではガウス＝ルジャンドルのアルゴリズムと呼ばれる。
1982年
[値]（209万）田村良明が MELCOM COSMO 900 Ⅱ を用いてサラミンとブレントのアルゴリズムにより209万7144桁まで計算。
[値]（419万）田村良明と金田康正が HITAC M-280H を用いて419万4288桁、ついで838万8576桁まで計算。
1983年
[値]（1677万）金田康正と吉野さやかが HITAC M-280H を用いて1677万7206桁まで計算。
[値]（1001万）後保範と金田康正が HITAC S-810/20 を用いて1001万3395桁まで計算。アルゴリズムはガウスの公式による。
[値]（7万）若松登志樹がシャープのパソコン MZ-80B を用いてガウスの公式
{\displaystyle {\frac {\pi }{4}}=12\arctan {\frac {1}{18}}+8\arctan {\frac {1}{57}}-5\arctan {\frac {1}{239}}}
により7万1508桁まで計算。
1985年
[値]（1752万）ウィリアム・ゴスパーがシュリニヴァーサ・ラマヌジャンの式を用いて、1752万6200桁まで計算した。
1989年
この年は、チュドノフスキー兄弟と金田康正・田村良明によって激しい計算競争が行われた。
[値]（4.80億）5月にデビッド・チュドノフスキーとグレゴリー・チュドノフスキーによって4億8000万桁まで計算された。
[値]（5.36億）7月に金田康正と田村良明によって5億3687万898桁まで計算された。
[値]（10.1億）8月にデビッド・チュドノフスキーとグレゴリー・チュドノフスキーによって10億1119万6691桁まで計算された。
[値]（10.7億）11月に金田康正と田村良明によって10億7374万1799桁まで計算された。
1990年
[値]（100万）若松登志樹が富士通のパソコン FM-TOWNS を用いてシュテルマーの公式
{\displaystyle {\frac {\pi }{4}}=6\arctan {\frac {1}{8}}+2\arctan {\frac {1}{57}}+\arctan {\frac {1}{239}}}
により100万118桁まで計算。
1994年
[法] チュドノフスキー兄弟によって級数
{\displaystyle {\frac {1}{\pi }}=12\sum _{n=0}^{\infty }{\frac {(-1)^{n}\,(6n)!}{(n!)^{3}\,(3n)!}}{\frac {545140134n+13591409}{640320^{3n+{\tfrac {3}{2}}}}}}
が発見された。
1995年9月19日午前0時29分
[法] カナダのサイモン・フレーザー大学で、デビット・H・ベイリー、ピーター・ボールウェイン、サイモン・プラウフの研究チームがBBP公式
{\displaystyle \pi =\sum _{n=0}^{\infty }{\frac {1}{16^{n}}}\left({\frac {4}{8n+1}}-{\frac {2}{8n+4}}-{\frac {1}{8n+5}}-{\frac {1}{8n+6}}\right)}
を発見する。この式はπの値の二進法（及び十六進法など、二進法と直接変換可能な記法）による表現について、任意の n − 1 桁目までの計算を必要とせずに、直接 n 桁目およびそれ以降を計算できる。ベイリーのウェブサイトで様々なプログラミング言語用の実装例を見ることができる。
他の位取り記数法（たとえば十進法）で同様の級数が存在するかは判明していない。
1996年3月18日
[文] 同人団体暗黒通信団により『円周率1000000桁表』初版が発行される。
1997年
[値]（515億）金田康正と高橋大介が HITACHI SR2201 を用いて 4次のボールウェインのアルゴリズムにより 515億3960万桁まで計算した。
1999年
[値]（2061億）金田康正と高橋大介（埼玉大学）が HITACHI SR8000 (1 TFLOPS) を用いてガウス＝ルジャンドルのアルゴリズムと分割有理数化法 (DRM)により 2061億5843万桁まで計算し、4次のボールウェインのアルゴリズムで検証した。
2002年
[値](1.24兆) 金田康正が HITACHI SR8000（0.9TFOPS、約850GB使用、検証含め約84時間）を用いて高野喜久雄の公式
{\displaystyle {\frac {\pi }{4}}=12\arctan {\frac {1}{49}}+32\arctan {\frac {1}{57}}-5\arctan {\frac {1}{239}}+12\arctan {\frac {1}{110443}}}
と分割有理数化法により1兆2411億桁まで計算した。検証計算などを含めて約600時間かけた。
2009年8月
[値]（2.57兆）筑波大学計算科学研究センターの高橋大介が、円周率を2兆5769億8037万桁まで計算する世界記録を樹立したと発表した。「T2K筑波システム」（毎秒95兆回）を使い、検証計算を含めて約73時間36分を要した。
2009年12月
[値]（2.69兆）フランスのファブリス・ベラール（en:Fabrice Bellard、QEMU や FFmpeg などが知られる）が、Intel Core i7 を搭載したデスクトップPCでチュドノフスキーの級数を用いて2兆6999億9999万桁まで計算し、世界記録を樹立した。バイナリーでの計算に103日、検算に13日。データ量 1137GB。2.93GHz のクアッドコアプロセッサ、6GB のメモリ、7.5TB のストレージを搭載したデスクトップPCを使用し、検証計算を含めて131日を要した。
2010年
[値]（5兆）長野県飯田市の会社員近藤茂と米国のアレクサンダー・J・イーが、3カ月かけてパソコンで小数点以下5兆桁まで計算した。
2011年
[値]（10兆）近藤茂とアレクサンダー・J・イーが、1年1カ月かけてパソコンで小数点以下10兆桁まで計算したと発表。
2013年
[値]（12.1兆）近藤茂とアレクサンダー・J・イーが、94日かけてパソコンで小数点以下12.1兆桁まで計算したと発表。
2014年
[値]（13.3兆）Sandon Nash Van Ness が208日をかけてワークステーションで小数点以下13.3兆桁まで計算したと発表。この数カ月後にVan Nessは死去。
2016年
[値]（22.4兆）ピーター・トリュープが、105日をかけてパソコンで小数点以下22兆4591億5771万8361桁まで計算したと発表。
2019年3月14日
[値]（31.4兆）Googleの技術者、岩尾エマはるかが同社のクラウドコンピューティングサービス「Google Cloud」を用いて、111日かけて31兆4159億2653万5897桁まで計算したと発表。
2020年1月29日
[値]（50兆）Timothy Mullican が、303日をかけてパソコンで50兆桁まで計算したと発表。
2021年8月16日
[値]（62.8兆）スイスのグラウビュンデン応用科学大学は、108日と9時間かけてスーパーコンピュータで62兆8318億5307万1796桁まで計算したと発表。
2022年6月9日
[値]（100兆）Googleの技術者、岩尾エマはるかがGoogle Cloudで、チュドノフスキー級数を用いて157日23時間31分7.651秒かけて100兆桁まで計算し、BBP公式で検証したと発表。
2024年3月13日
[値]（105兆）StorageReviewの編集者らがチュドノフスキー級数を用いて105兆桁まで計算し、検証したと発表。6月28日にも同様の方法で202兆1122億9000万桁まで計算したことを発表。